# 둥쯔젠
둥쯔젠(董子健, 1993년 12월 19일 ~ )은 중국의 배우이다.